# Sancho II de Ávila
Sancho fue un religioso castellano que ejerció como obispo de Ávila entre los años 1160 y 1181.
Fue nombrado obispo en época de Sancho III de Castilla. Al morir el rey en 1158, sirvió a Alfonso VIII y ocupó la sede vacante abulense dos años más tarde. Activo en el ámbito político tanto como en el religioso, en 1177 estuvo presente en la toma castellana de Cuenca, junto con otros obispos y el arzobispo de Toledo. De hecho, él y los demás eclesiásticos presentes confirmaron documentos particulares que dan fe de las gestiones que protagonizó el arzobispo toledano durante el asedio. En 1179, en compañía de otros obispos castellanos, asistió al III Concilio de Letrán celebrado en Roma.